# Liste der Biografien/Fea
Liste der Biografien |
Portal Biografien |
Personensuche
# |
A |
B |
C |
D |
E |
F |
G |
H |
I |
J |
K |
L |
M |
N |
O |
P |
Q |
R |
S |
T |
U |
V |
W |
X |
Y |
Z |
?
 
Fa |
Fe |
Ff |
Fh |
Fi |
Fj |
Fk |
Fl |
Fm |
Fn |
Fo |
Fr |
Ft |
Fu |
Fy
 
Fea |
Feb |
Fec |
Fed |
Fee |
Fef |
Feg |
Feh |
Fei |
Fej |
Fek |
Fel |
Fem |
Fen |
Feo |
Fer |
Fes |
Fet |
Feu |
Fev |
Few |
Fey |
Fez
Die Liste der Biografien führt alle Personen auf, die in der deutschsprachigen Wikipedia einen Artikel haben. Dieses ist eine Teilliste mit 68 Einträgen von Personen, deren Namen mit den Buchstaben „Fea“ beginnt.

## Fea
- Fea, Carlo (1753–1836), italienischer Klassischer Archäologe
- Fea, Leonardo (1852–1903), italienischer Entdeckungsreisender, Zoologe, Zeichner und Tiersammler

### Fead
- Feadz, französischer Techno-DJ

### Feag
- Feagin, Joe R. (* 1938), US-amerikanischer Soziologe
- Feagin-Alexander, Zundra (* 1973), US-amerikanische Leichtathletin

### Feai
- Feain-Ryan, Cara (* 1999), australische Hindernisläuferin

### Feak
- Feaktystau, Mikita (* 1990), belarussischer Eishockeyspieler

### Feal
- Fealy, Maude (1883–1971), US-amerikanische Schauspielerin

### Fear
- Fear, Lilah (* 1999), britische Eiskunstläuferin
- Fear, Tanya (* 1989), britische Schauspielerin
- Fearing, Paul (1762–1822), US-amerikanischer Politiker (Föderalistische Partei)
- Fearing, Stephen (* 1963), kanadischer Sänger und Songwriter
- Fearn, John, britischer Seefahrer und Entdecker
- Fearn, John (1768–1837), britischer Philosoph
- Fearn, John Russell (1908–1960), britischer Schriftsteller
- Fearn, Naomi (* 1976), deutsch-amerikanische Comiczeichnerin
- Fearn, Robin (1934–2006), britischer Diplomat
- Fearn, Ronnie, Baron Fearn (1931–2022), britischer Politiker (Liberal Democrats), Mitglied des House of Commons, Mitglied des House of Lords
- Fearn, Spike, britischer Schauspieler
- Fearn, Thomas (1789–1863), amerikanischer Politiker
- Fearne, Chris (* 1964), maltesischer Kinderarzt und Politiker
- Fearnley, Clair (* 1975), australische Leichtathletin
- Fearnley, Jacob (* 2001), britischer Tennisspieler
- Fearnley, James (* 1954), englischer Musiker
- Fearnley, Thomas (1802–1842), norwegischer Maler
- Fearnley-Whittingstall, Hugh (* 1965), britischer Koch und Fernseh-Entertainer
- Fearns, Hanna (* 1966), deutsche Country- und Folksängerin
- Fearns, John Michael (1897–1977), US-amerikanischer Geistlicher, Weihbischof in New York
- Fearns, Kent (* 1972), kanadischer Eishockeyspieler
- Fearnsides, William George (1879–1968), britischer Geologe
- Fearon, Joel (* 1988), britischer Bobfahrer
- Fearon, Phil (* 1956), britischer Musikproduzent, Songwriter, Sänger und Multiinstrumentalist
- Fearon, Ray (* 1967), britischer SchauspielerRay Fearon (* 1967)

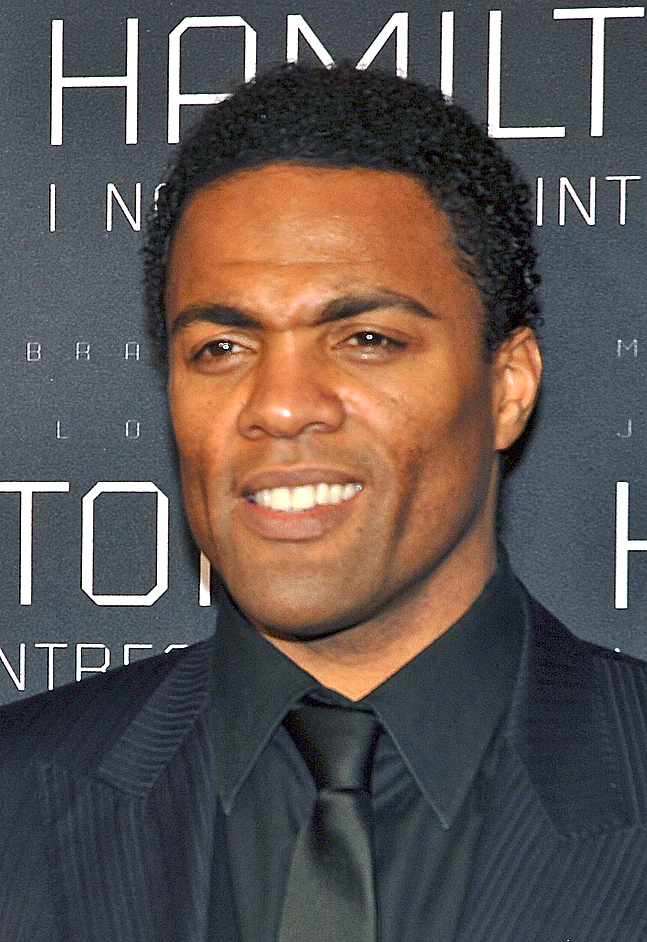
Ray Fearon (* 1967)

- Fearon, William Robert (1892–1959), irischer Biochemiker und Politiker
- Fears, Tom (1922–2000), US-amerikanischer American-Football-Spieler und -Trainer

### Feas
- Feasey, Willis (* 1992), neuseeländischer Skirennläufer
- Feast, James (* 1938), britischer Chemiker (Makromolekulare Chemie)
- Feast, Michael (* 1946), britischer SchauspielerMichael Feast (* 1946)

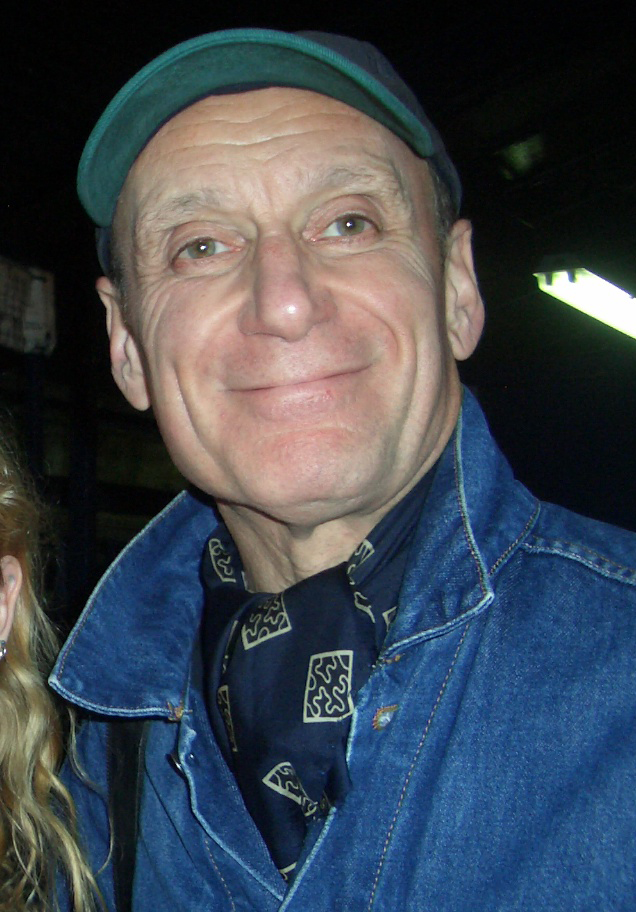
Michael Feast (* 1946)

- Feaster, Jay (* 1962), US-amerikanischer Eishockeyfunktionär
- Feaster, Robert (* 1973), US-amerikanischer Basketballspieler

### Feat
- Feather, Jane (* 1945), britisch-amerikanische Autorin von historischen Liebesromanen
- Feather, Leonard (1914–1994), englischer Musikkritiker
- Feather, Lorraine (* 1948), US-amerikanische Jazz-Sängerin
- Feather, Tiny (1902–1965), US-amerikanischer Footballspieler
- Feather, Victor, Baron Feather (1908–1976), britischer Gewerkschaftsfunktionär
- Feathers, Beattie (1908–1979), US-amerikanischer American-Football-Spieler, Footballtrainer, Baseballtrainer
- Feathers, Charlie (1932–1998), US-amerikanischer Country- und Rockabilly-Sänger
- Featherston, Katie (* 1982), US-amerikanische Schauspielerin
- Featherston, Winfield Scott (1820–1891), US-amerikanischer Politiker und General der Konföderierten im Bürgerkrieg
- Featherstone, Angela (* 1965), kanadische Schauspielerin
- Featherstone, Glen (* 1968), kanadischer Eishockeyspieler
- Featherstone, Kevin (* 1955), britischer Politikwissenschaftler und Hochschullehrer
- Featherstone, Lewis P. (1851–1922), US-amerikanischer Politiker
- Featherstone, Lynne (* 1951), britische Politikerin (Liberal Democrats), Mitglied des House of Commons
- Featherstone, Michelle, englisch-amerikanische Singer-Songwriterin
- Featherstone, Nicky (* 1988), englischer Fußballspieler
- Featherstone, Tony (1949–2021), kanadischer Eishockeyspieler
- Featherstone, Vicky (* 1967), britische Regisseurin und Theaterintendantin
- Featherstonhaugh, Buddy (1909–1976), britischer Bandleader, Saxophonist und Klarinettist
- Featley, John († 1666), anglikanischer Geistlicher
- Featon, Sarah († 1927), neuseeländische Pflanzenmalerin und Aquarellistin

### Feau
- Féaux de la Croix, Ernst (1906–1995), deutscher Jurist, Volkswirt und Ministerialbeamter
- Féaux de Lacroix, Karl (1860–1927), deutscher Historiker
- Féaux, Bernhard Joseph (1821–1879), deutscher Lehrer und naturwissenschaftlicher Autor

### Feav
- Feaver, Douglas (1914–1997), britischer Theologe und Bischof von Peterborough
- Feaver, John (* 1952), britischer Tennisspieler
- Feaver, Peter D. (* 1961), US-amerikanischer Politikwissenschaftler

### Feaz
- Feazel, William C. (1895–1965), US-amerikanischer Politiker